# NGC 2541
NGC 2541 је спирална галаксија у сазвежђу Рис која се налази на NGC листи објеката дубоког неба.
Деклинација објекта је + 49° 3' 43" а ректасцензија 8h 14m 40,0s. Привидна величина (магнитуда) објекта NGC 2541 износи 11,5 а фотографска магнитуда 12,2. Налази се на удаљености од 12,244 милиона парсека од Сунца. NGC 2541 је још познат и под ознакама UGC 4284, MCG 8-15-54, CGCG 236-37, PGC 23110.